# Горная (река, Сахалин)
Горная — река на острове Сахалин. Длина реки — 33 км. Площадь водосборного бассейна — 138 км².
Берёт начало на Западно-Лисянском хребте на северном склоне горы Дружеская. Общее направление течения с северо-запада на юго-восток, долина поросла берёзово-пихтовым лесом. Впадает в залив Терпения Охотского моря. Ширина реки в низовьях составляет 25 метров, глубина — 0,7 метра, скорость течения воды 1,2 м/с. В устье находится село Горное.
Протекает по территории Макаровского городского округа Сахалинской области.
Притоки от истока к устью (км от устья):
- 17 км: Черниговка (правый)
- 6,1 км: Шахтная (правый)

## Данные водного реестра
По данным государственного водного реестра России относится к Амурскому бассейновому округу.
Код объекта в государственном водном реестре — 20050000212118300005031.